# Siga
Siga és el nom d'una ciutat antiga, capital numídia del rei Sifax, les ruïnes de la qual estan situades al llogaret anomenat Takembrit, al marge esquerre i a poca distància de la desembocadura del riu Tafna, ajuntament d'Oulhaça El Gheraba, a la província d'Aïn Témouchent a Algèria.
Sota l'Imperi romà, era a l'oest de la Mauritània Cesariense, a la frontera amb Mauritània Tingitana.

## Jaciment, situació
Mes allà d'algunes fonts antigues dominades pels resultats de les excavacions arqueològiques i les escasses publicacions, se sap poc sobre Siga. Dotat d'un topònim neopúnic, SYG’N, després romà, SIGA, l'assentament antic s'eleva al lloc anomenat Takembrit (daïra d'Oulhaça El Gheraba, província d'Aïn Témouchent, Algèria) al marge esquerre del Tafna, cobrint les ribes del uadi amb les seues ruïnes i els dos turons de l'oest i de Ras Dchour.
Enfront d'un oppidum amazic molt antic a l'interior, els navegants fenicis o púnics instal·laren un port primerament sobre la illeta d'Acra; després en l'estuari. Al segle IV ae, en un meandre del riu, l'aglomeració està testificada com la capital de Sifax, rei dels massesils. Hi ha testimoniatge d'una seca en l'època de Boccus II. Després d'una decadència passatgera, la ciutat reprén una certa importància en l'època romana, en particular amb els emperadors africans, Septimi Sever i Caracal·la.
Hi ha molts monuments visibles o encara enterrats sobre tots dos marges del uadi entre els quals és el cèlebre mausoleu reial numídia de Beni Rhenane, l'acròpoli fortificada o les instal·lacions hidràuliques i termals romanes, mentre que el museu d'Orà conserva una interessant col·lecció d'objectes procedents de les excavacions del jaciment.
Una demanda patrocinada per alguns arqueòlegs i associacions de la regió, a les autoritats locals, regionals i nacionals, és la recerca, la preservació i la revaloració del jaciment per donar a Siga el lloc que li correspon pel passat prestigiós i el ric patrimoni arqueològic.

## Història
Durant la Segona Guerra Púnica, el rei Sifax dels massesils s'alià amb la República Romana i els exèrcits liderats per Escipió l'Africà, mentre que els maesulians governats per Masinissa I es posaren del costat de Cartago. Amb la derrota i captura de Sifax per Masinissa, les tribus occidentals foren conquistades i gradualment absorbides en un regne unit sota el seu govern. Els seus successors encunyaren monedes a Siga amb escriptura púnica, en la qual el seu nom apareix com Shigan (𐤔𐤉𐤂𐤏𐤍, šygʿn).
Amb la conquesta àrab, durant la segona meitat del segle VII, desapareixen les referències a Siga en els documents històrics.

## Religió
En l'actual Església catòlica romana la diòcesi titular de "Sigus" probablement es basa en aquesta ubicació, però hi havia un altre Sigus en l'oest de Numídia.